# Lula 2: The Sexy Galaxy
Lula 2: The Sexy Galaxy (conosciuto anche con il suo titolo originale Wet Attack: The Empire Cums Back) è un videogioco strategico shoot 'em up del 1999 (distribuito in Italia l'anno successivo) a tema pornografico prodotto e pubblicato dalla Take Two Interactive per i sistemi Microsoft Windows. È il secondo capitolo narrativo della serie di Lula e si ambienta in una delle strampalate trame selezionabili durante gli script della seconda fase del gioco originale che porta lo stesso identico nome.

## Trama
Il pianeta governato dalla nostra protagonista è attaccato da un terribile alieno impotente chiamato Pimpetrator, l'unica possibilità di salvezza per i suoi abitanti è un tassista spaziale di nome Buck che, rubata un'astronave cargo dalla polizia, mette in piedi un bordello itinerante con lo scopo di sconfiggere il terribile invasore e salvare la bella regina dalle sue grinfie.

## Modalità di gioco
Il gioco si differenzia per tre modalità distinte di gioco: la prima è quella classica dello strategico in tempo reale ereditata dal capitolo precedente, dove dovremmo gestire le finanze, la merce e il mezzo di trasporto per potenziarci e attaccare in fine il pianeta, mentre la seconda si attiverà solo dopo aver incontrato un nemico durante l'esplorazione spaziale e ricalca lo stile sparatutto di Wing Commander; l'ultima è in modalità punta e clicca e rappresenta il gameplay principale per esplorazione e interazione col mondo di gioco.

## Accoglienza e distribuzione
Il gioco, come il suo predecessore, è stato distribuito anche in Italia completamente doppiato in italiano ma ha avuto molto meno consenso di critica anche fra il pubblico affezionato. La rivista tedesca Power Play si è limitata a dare un voto pari al 52% di gradimento, esattamente come PC Games e PC Joker che hanno dato rispettivamente 71% e 72%, rendendolo di gran lunga il titolo della serie più apprezzato in Germania.